# 윤성식 (바둑 기사)
윤성식(尹聖植, 2000년 6월 25일 ~ )은 대한민국의 바둑 기사이다.

## 약력
서울 출신으로 바둑교실을 다니던 두 명의 누나 영향을 받아서 바둑을 처음 접했다. 여러 바둑 도장과 한국기원 연구생 생활을 통해 바둑 지도를 받았다. 2014년 8월 제3회 영재입단대회 입단결정국에서 박종훈 3단에게 져서 프로 바둑 입단에 실패했다. 이후 2018년 삼성화재배 월드바둑마스터스 통합예선에서 변상일 9단을 꺾고 본선에 진출하며 화제가 됐다. 2019년 제143회 일반입단대회 입단결정국에서 조완규 기사에게 패배했지만, 제3회 안동시 참저축은행배 세계바둑페스티벌 프로ㆍ아마오픈전 본선 16강에 진출하는 등 입단포인트를 쌓아 프로 바둑 입단에 성공했다. 2023년에 3단으로 승단했다.